# Machi yakko

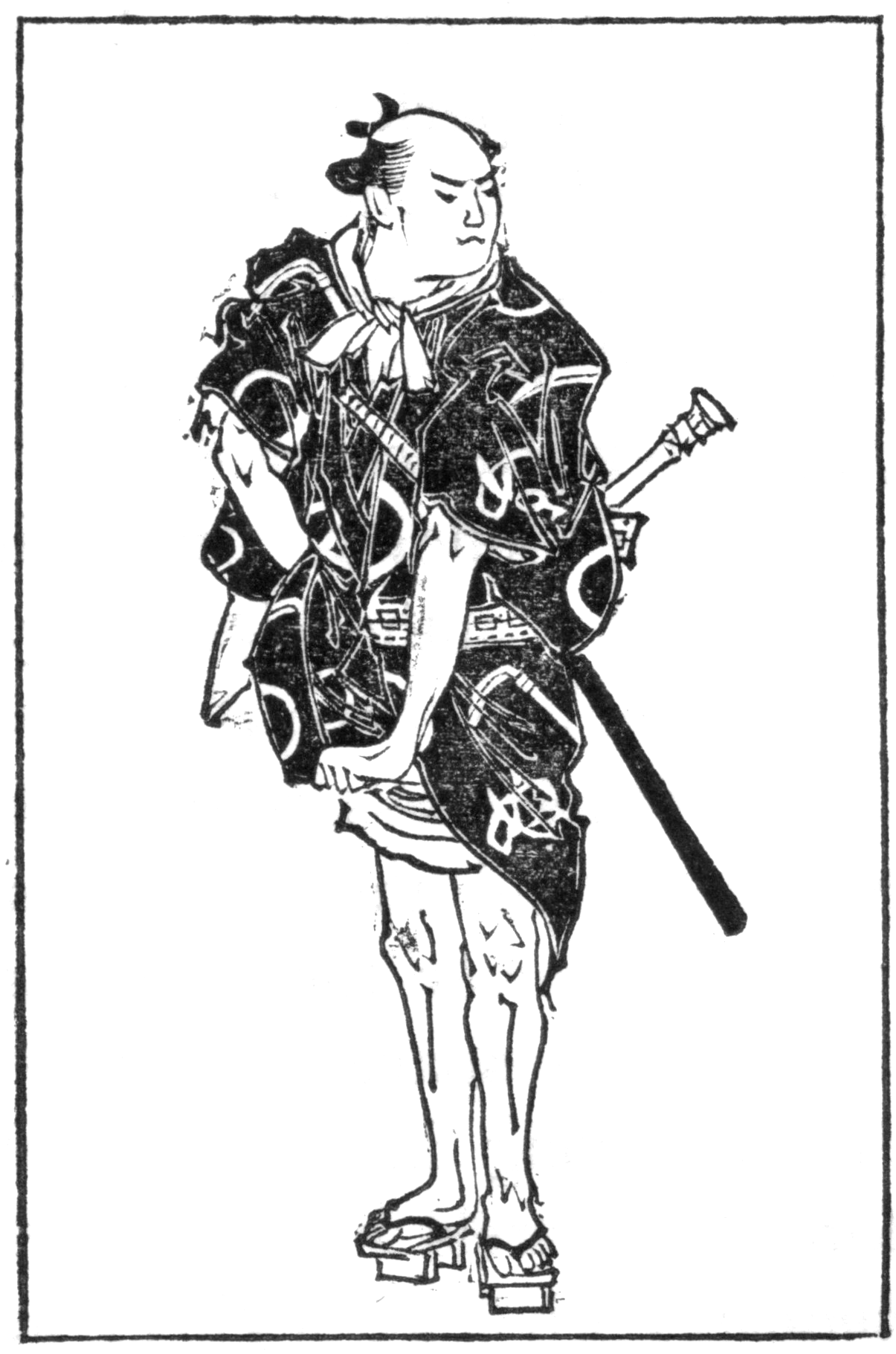
Un machi yakko.

I machi yakko (町奴?, servitori della città) erano in Giappone feudale, nel periodo dello Shogunato Tokugawa, un gruppo a metà via tra banda criminale e polizia privata, che difendeva la gente comune dai kabukimono.
I machi yakko erano principalmente uomini giovani appartenenti alla classe media giapponese, ma alcuni erano anche ronin, come i kabukimono stessi. Un'altra cosa che i machi yakko avevano in comune con i kabukimono, era che entrambi si vestivano in modo eccentrico. La gente comune non era autorizzata a brandire un'arma come i samurai, però alla classe dei mercanti erano concesse spade corte come le wakizashi; in questo modo i machi yakko si difendevano dai kabukimono.
I machi yakko erano molto dediti al gioco d'azzardo, e avevano tra di loro una relazione simile a quella dei gruppi della yakuza moderna; per questo si pensa che l'organizzazione odierna sia nata dai machi yakko stessi.